# Riserva naturale Cucco
La riserva naturale Cucco è un'area naturale protetta della Regione Friuli-Venezia Giulia istituita con i decreti ministeriali 2 dicembre 1975 e 20 dicembre 1977.
Occupa una superficie di 21 ettari ricadente nel territorio del comune di Malborghetto-Valbruna, verso l'Austria.